# Berberis eurybracteata
Berberis eurybracteata är en berberisväxtart. Berberis eurybracteata ingår i släktet berberisar, och familjen berberisväxter.

## Underarter
Arten delas in i följande underarter:
- B. e. eurybracteata
- B. e. ganpinensis